# Steve Wilhite
Stephen Earl „Steve“ Wilhite (* 3. März 1948 in West Chester, Ohio; † 14. März 2022 in Cincinnati, Ohio) war ein US-amerikanischer Informatiker und gilt als Erfinder des Grafikformats GIF, wofür er 2013 mit einem Webby Award für das Lebenswerk ausgezeichnet wurde.

## Leben
Wilhite studierte Informatik und Ingenieurwissenschaften an der Ohio State University, bevor er 1969 kurz nach dessen Gründung zu dem Internetdienstanbieter CompuServe mit Sitz in Columbus kam. Dort war er Engineering Lead, als er 1987 mit seinem Team das Grafikformat Graphics Interchange Format (GIF) entwickelte. CompuServe wollte auch Bilder wie farbige Wetterkarten anzeigen, wofür ein Farbformat benötigt wurde, das auf möglichst vielen Geräten funktioniert und dabei wenig Speicherplatz braucht. Wilhite, der sich für Datenkompression interessierte, brauchte für den ersten Prototyp des Formats, das im Juni 1987 vorgestellt wurde, etwa einen Monat. Seine Frau beschrieb seine Arbeit: „Er erfand das GIF ganz alleine – tatsächlich hat er es zuhause gemacht und brachte es zur Arbeit, nachdem er es perfektioniert hatte. Er berechnete alles privat in seinem Kopf und ging dann in die Stadt, um es auf dem Computer zu programmieren.“ Wilhite habe selbst nie ein animiertes GIF erstellt, sein liebstes animiertes sei aber das „tanzende Baby“ von 1996 gewesen. Bei America Online, die den Konkurrenten CompuServe 1998 aufkaufte, war er zuletzt Chief Architect. Er erlitt 2000 einen Schlaganfall und trat 2001 in den Ruhestand. Danach ging er mit seiner Frau in einem Wohnmobil auf Reisen und baute auf dem Land ein Haus, in dem er einen Keller für Modellzüge hatte.
In einem Newsletter vom Oktober 1997 wurde ein Mitarbeiter von CompuServe zitiert, dass Wilhite GIF [dʒɪf] ausgesprochen und andere, die [ɡɪf] sagten, korrigiert habe. Dazu habe er den Slogan der Erdnussbuttermarke Jif variiert: „Choosy developers choose GIF“ (Wählerische Entwickler wählen GIF.)

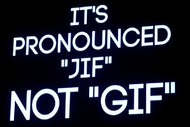
Steve Wilhites Dia bei der Verleihung der Webby Awards 2013

2013 wurde Wilhite zum 25-jährigen Jubiläum des GIFs mit einem Webby Award für sein Lebenswerk ausgezeichnet. Die Jury begründete es damit, dass das Format „einen unermesslichen Einfluss auf die Art und Weise, wie Nutzer das Web erleben und wie Designer und Entwickler Daten und Bilder präsentieren,“ habe. Zu dem Anlass betonte Wilhite die richtige Aussprache des Namens: „Es ist ein weiches ‚G‘. Ausgesprochen ‚jif‘ [dʒɪf]. Basta.“ So sei es 1987 von CompuServe festgelegt worden und die englischsprachigen Wörterbücher, die auch die Aussprache mit hartem ‚G‘ [ɡɪf] für akzeptabel halten, lägen falsch. Statt eine Dankesrede zu halten, präsentierte er diese Botschaft in Form eines GIFs.
Wilhite starb im März 2022 in einem Krankenhaus in Cincinnati im Alter von 74 Jahren an den Folgen von COVID-19.